# روبرتو فلیتاس
روبرتو فلیتاس (انگلیسی: Roberto Fleitas؛ زادهٔ ۱۹۳۳ (۹۱–۹۲ سال)) بازیکن فوتبال و مربی فوتبال اهل اروگوئه است.
از باشگاه‌هایی که در آن بازی کرده‌است، می‌توان به باشگاه فوتبال لیورپول (مونته‌ویدئو) و باشگاه فوتبال مونته‌ویدئو واندررز اشاره کرد.
وی همچنین در تیم ملی فوتبال اروگوئه بازی کرده‌است.